# برت میلارد
برت میلارد (انگلیسی: Bert Millard؛ زادهٔ ۱ اکتبر ۱۸۹۸) بازیکن فوتبال اهل بریتانیا است.
از باشگاه‌هایی که در آن بازی کرده‌است می‌توان به باشگاه فوتبال چارلتون اتلتیک، باشگاه فوتبال کریستال پالاس، باشگاه فوتبال لیمینگتون، باشگاه فوتبال کاونتری سیتی، باشگاه فوتبال بیرمنگام سیتی، و باشگاه فوتبال کاردیف سیتی اشاره کرد.